# München Mord: Wo bist Du, Feigling?
Wo bist Du, Feigling ist ein deutscher Fernsehfilm von Anno Saul aus dem Jahr 2016. Es handelt sich um die vierte Folge der Kriminalfilmreihe München Mord mit Bernadette Heerwagen, Alexander Held und Marcus Mittermeier in den Hauptrollen. Die Premiere erfolgte am 27. Juni 2016 beim Filmfest München.

## Handlung
Kommissarin Angelika Flierl wird Zeugin, wie eine junge Frau von einem Fremden gedemütigt wird und der Fremde ihren Verlobten brutal niederschlägt. In Folge der Schläge stirbt er und der Mord wird von Flierl und ihren Kollegen bearbeitet, obwohl die Chance, den Mörder zu ermitteln, bei einer solchen Zufallstat relativ gering ist. Flierl macht sich extreme Vorwürfe, nicht schnell genug gehandelt zu haben und damit möglicherweise für den Tod des Mannes mit verantwortlich zu sein. Daher ist sie besonders ehrgeizig, den Mörder zu finden.
Da es sich scheinbar um eine Zufallstat handelt, werden alle Handybesitzer ermittelt, die zur Tatzeit in der Nähe des Tatorts waren. Teamchef Schaller hofft, so einen Anhaltspunkt zu finden und im Idealfall einen Mann, der schon früher durch Gewalttaten aufgefallen war. Ein kleiner Erfolg scheint ein Zeuge zu sein, der einen Jogger gesehen hatte, als dieser einfach ein Fahrrad vor einem Gasthaus entwendete. Dieser Spur folgend können die Ermittler das Fahrrad ausfindig machen, da der vermeintliche Täter es an einem Taxistand stehen ließ. Das allein bringt sie jedoch nicht weiter. Kommissar Schaller lässt sich daher einfallen, auf den Straßen Schwabings solange zu patrouillieren, bis ihm der Täter begegnet. Dabei vertraut er auf seine Visionen, die ihm bisher immer geholfen haben, einen kniffligen Fall zu lösen. Dass er sich dabei der Lächerlichkeit preisgibt, ist ihm egal. Flierl findet derweil einen Hinweis auf einen Mann, der in der Vergangenheit durch Pöbeleien gegen Frauen aufgefallen war. So gelingt es, mithilfe einer Zeugin ein vages Phantombild zu erstellen. Dies ähnelt Karl Dettl, einem der Handybesitzer, der überprüft werden sollte, sich jedoch nicht freiwillig gemeldet hatte und erst nach Aufforderung befragt werden kann. Flierl hält es für möglich, dass er ein Stalker ist, weil er sich häufig in der Nähe der Freundin des Opfers aufhält. Dettl räumt ein, sich der Frau oft genähert zu haben, beteuert aber, ihr nichts getan zu haben. Dagegen verdächtigt er den Hausverwalter Max Olbert, den er häufig beim Joggen trifft und der ein echter „Frauenhasser“ sei. Als der Mann diesbezüglich überprüft wird, sind die Ermittler davon überzeugt, den Richtigen zu haben. Allerdings ist die Beweislage für eine Festnahme nicht ausreichend. Schaller bleibt nur, vor der Presse zu verkünden, dass nach Auswertung aller DNA-Proben der Täter mit Sicherheit überführt sein wird.

## Rezeption

### Einschaltquoten
Die Erstausstrahlung verfolgten 5,17 Millionen Zuschauer, was einen Marktanteil von 21,0 Prozent entspricht. Damit gehört sie zu den Folgen mit schlechteren Werten innerhalb der Reihe München Mord. Unter den 5,17 Millionen Zuschauer waren 0,71 Millionen, welche zwischen 14 und 49 Jahre alt waren, das bedeutet einen Marktanteil von 9,8 Prozent.

### Kritiken
Rainer Tittelbach von tittelbach.tv zieht folgendes Urteil zu dieser Folge: „Auch im Krimi kann der Tod Schicksal sein. In ‚München Mord – Wo bist du, Feigling?‘, dem vierten Fall der Außenseiter-Bullen vom ZDF, kommt es zu einer zufälligen Begegnung in einem Park, an dessen Ende ein Verbrechen steht. Die Kommissare stochern im Nebel, und der unkonventionelle Fall stößt bald ein soziales Phänomen an: Männer spucken gern auf Frauen. Um die Verrohung der Sitten also, um Frauenhass, kreist dieser Film, der mit seinem Lokalkolorit und den luftigen Outdoor-Szenen auch ästhetisch realistisch wirkt. Alltagsnah ist auch die Szenerie des Verbrechens, das einen entsprechend weniger kalt lässt als die Vielzahl der allabendlichen Fernsehmorde. Und so schlägt Schrägheit in Bitterkeit um …“
Für Kino.de wertete Tilmann P. Gangloff: „Sehenswert ist ‚Wo bist Du, Feigling‘ nicht nur wegen der Schauspieler, auch bei der Bildgestaltung setzen Regisseur Anno Saul und Kamerafrau Nathalie Wiedemann immer wieder Akzente, ohne dabei den Fluss der Handlung zu stören. Selbst aus Schallers schlichtem Schreiten durch die Flure des Präsidiums machen die beiden kleine Kunstwerke. Ähnlich gut integriert sind einige skurrile Momente“ und „die Dialoge sind ohnehin wunderbar lebensnah und mitunter nur haarscharf nicht absurd.“

### Auszeichnungen und Nominierungen
2017 Deutscher Fernsehkrimipreis (Publikumspreis) für die Folge Wo bist du, Feigling?

## Hintergrund
Der Fall ist an den bislang ungelösten sogenannten „Isar-Mord“ an Domenico Lorusso  im Mai 2013 in München angelehnt. Dieser war mit seiner Verlobten auf dem Fahrrad unterwegs, die von einem unbekannten Fußgänger angespuckt wurde. Als er diesen zur Rede stellen wollte, wurde er von ihm erstochen.